# Museo San Paolo (Monselice)
Il Museo San Paolo è un museo di Monselice, in provincia di Padova, ed è costituito dal museo della città e dall'area archeologica dell'ex chiesa di San Paolo.

## Descrizione

### Descrizione

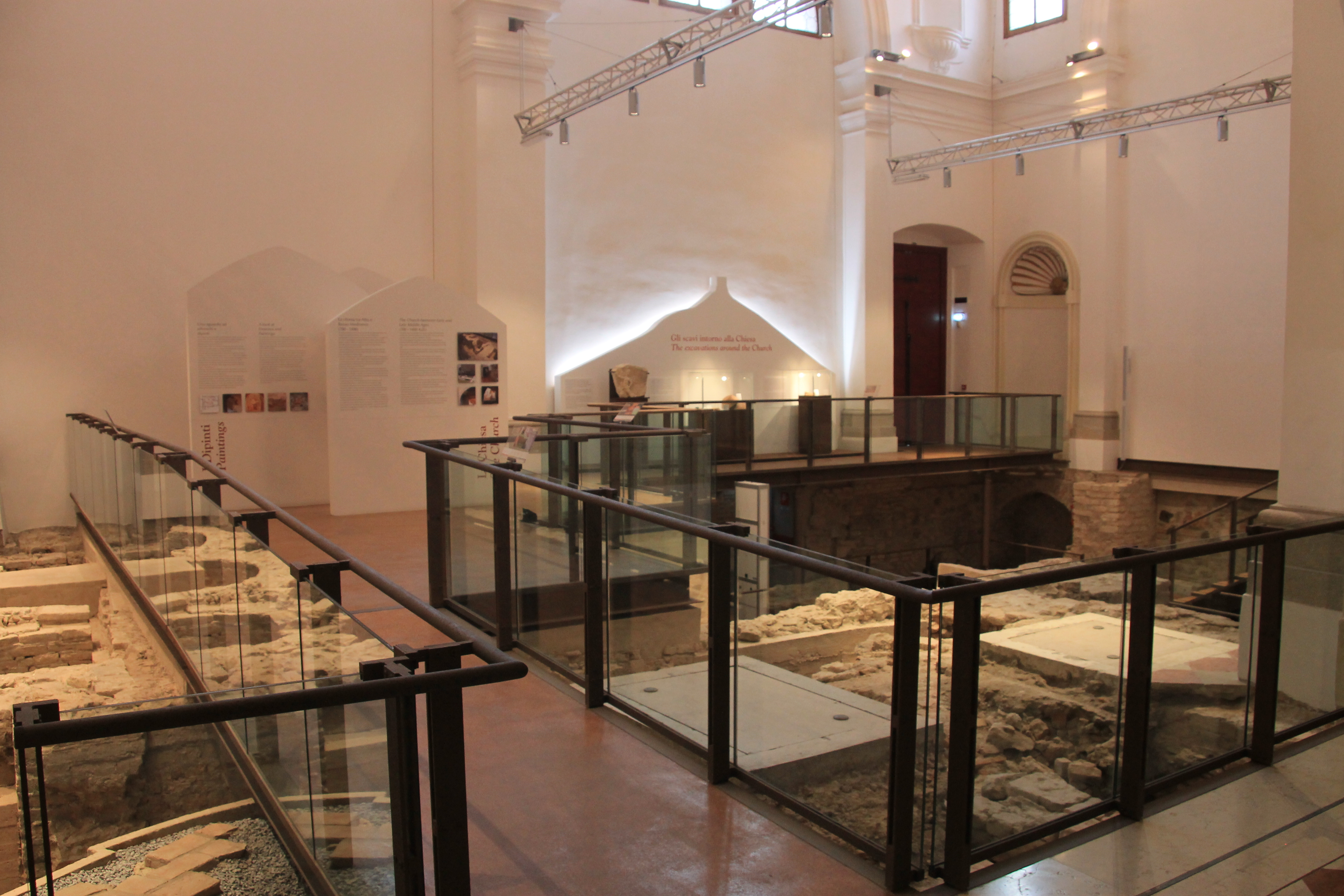
Panoramica dell'area archeologica

Il Museo Sanpaolo è accessibile sotto diversi aspetti. L'accessibilità fisica è stata garantita già dal 2006 con la prima fase di restauro e allestimento della Chiesa: passerelle, rampe, piattaforme elevatrici e ascensore garantiscono infatti di entrare e spostarsi agevolmente all'interno della Chiesa e del Museo. L'accessibilità culturale è assicurata da una comunicazione attiva, a più livelli e in più lingue, che consente la percezione immediata di percorsi, temi e significati fondamentali e contestualmente fornisce strumenti di approfondimento diversi (pannelli, schede mobili, audiovisivi, postazioni interattive).
Di fronte all'accesso del complesso museale è situata la fontana di Botta, denominazione che deriva dal suo architetto Mario Botta e che è stata completata nel 2006.

### Esposizione permanente
L'allestimento suggerisce ovunque la relazione tra città e paesaggio circostante: valorizza il legame diretto con il territorio invitando il visitatore a guardare fuori dalle finestre e ricostruisce un legame indiretto grazie a un uso particolare di forme e immagini, laddove questo non sia possibile per ragioni logistiche.

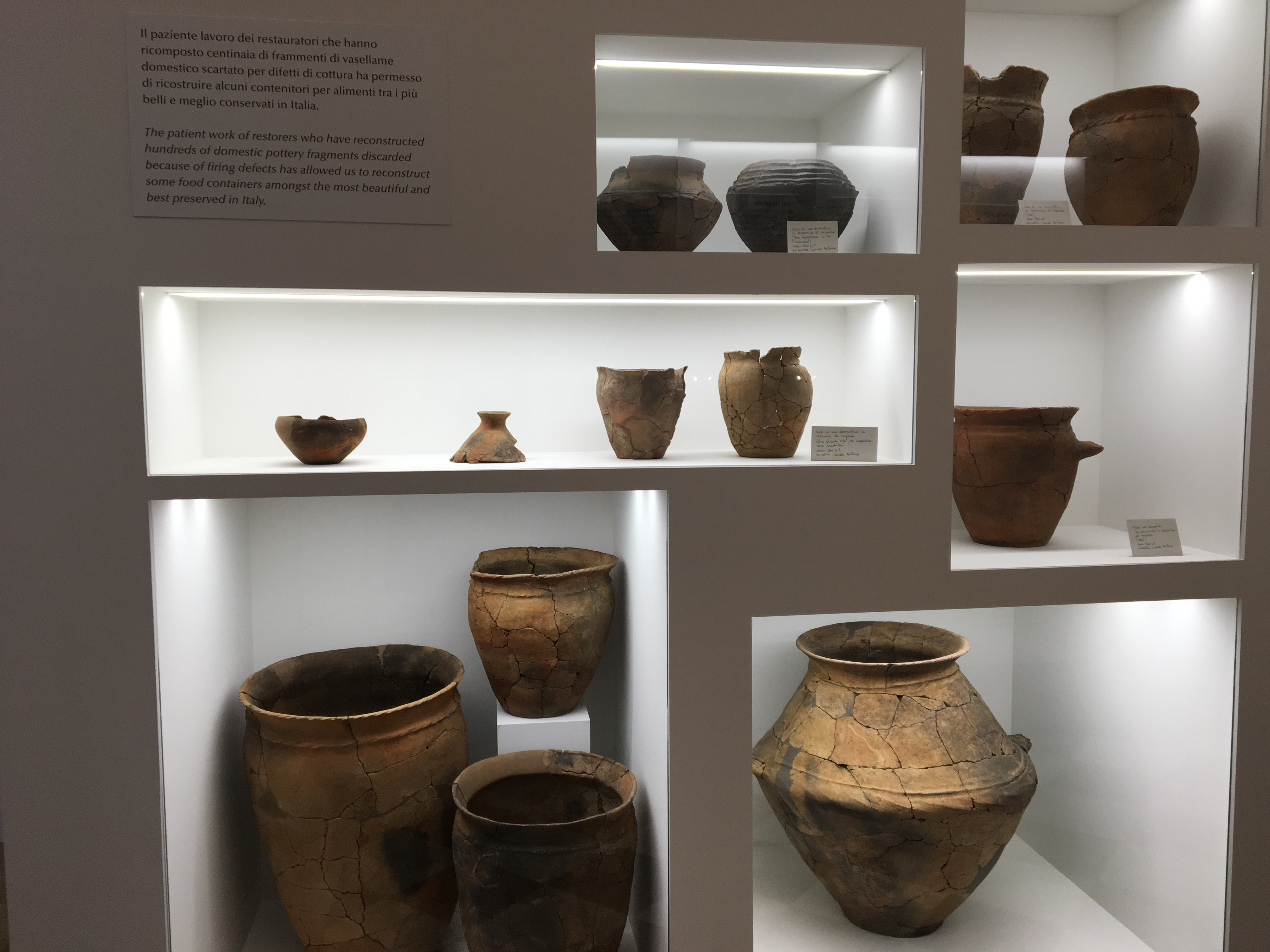
Collezione permanente del museo della città